# Vuelta a Portugal 2013
La 75º edición de la Vuelta a Portugal tuvo lugar del 7 al 18 de agosto del 2013 con un recorrido de 1.607,8 km dividido en 10 etapas en línea y un prólogo en formato de contrarreloj por equipos.
La carrera perteneció al UCI Europe Tour 2012-2013, dentro de la categoría 2.1.
El ganador final fue Alejandro Marque (quien además se hizo con una etapa). Le acompañaron en el podio Gustavo César Veloso (vencedor de una etapa) y Rui Sousa (ganador de una etapa), respectivamente.
El las otras clasificaciones secundarias se impusieron Marcio Barbosa (montaña), Manuel Antonio Cardoso (puntos), Vladislav Gorbunov (jóvenes) y Efapel-Glassdrive (equipos).

## Equipos participantes
Tomaron parte en la carrera 17 equipos: 7 de categoría Profesional Continental y 10 de categoría Continental. Formando así un pelotón de 153 ciclistas, con 9 corredores cada equipo. Los equipos participantes fueron:
| N.º     | Equipo                            | Cód. UCI | Categoría               |
| ------- | --------------------------------- | -------- | ----------------------- |
| 1-9     | LA Aluminios-Antarte              | LAR      | Continental             |
| 11-19   | Efapel-Glassdrive                 | EGL      | Continental             |
| 21-29   | Radio Popular-Onda                | BOA      | Continental             |
| 31-39   | Louletano-Dunas Douradas          | LDD      | Continental             |
| 41-49   | Banco BIC-Carmim                  | PRT      | Continental             |
| 51-59   | OFM-Quinta da Lixa                | OFM      | Continental             |
| 61-69   | Caja Rural-Seguros RGA            | CJR      | Profesional Continental |
| 71-79   | MTN Qhubeka                       | MTN      | Profesional Continental |
| 81-89   | UnitedHealthcare Pro Cycling Team | UHC      | Profesional Continental |
| 91-99   | Sojasun                           | SOJ      | Profesional Continental |
| 101-109 | IAM Cycling                       | IAM      | Profesional Continental |
| 111-118 | RusVelo                           | RVL      | Profesional Continental |
| 121-129 | Bretagne-Séché Environnement      | BCE      | Profesional Continental |
| 131-138 | Leopard-Trek Continental Team     | LET      | Continental             |
| 141-149 | Ceramica Flaminia-Fondriest       | CEF      | Continental             |
| 151-159 | Continental Team Astana           | AS2      | Continental             |
| 161-169 | Cyclingteam De Rijke-Shanks       | RIJ      | Continental             |

## Etapas
| Etapa   | Fecha        | Recorrido                            | km         | Ganador                | Líder               |
| Prólogo | 7 de agosto  | Lisboa-Lisboa                        | 5 (CRE)    | De Rijke-Shanks        | Christoph Pfingsten |
| 1.ª     | 8 de agosto  | Bombarral-Aveiro                     | 203,3      | Alexander Serov        | Christoph Pfingsten |
| 2.ª     | 9 de agosto  | Oliveira de Azeméis-Viana do Castelo | 186,8      | Rui Sousa              | Marcel Wyss         |
| 3.ª     | 10 de agosto | Trofa-Fafe                           | 165,8      | Delio Fernández        | Marcel Wyss         |
| 4.ª     | 11 de agosto | Arouca-Mondim de Basto               | 181,4      | Sergio Pardilla        | Sergio Pardilla     |
| 5.ª     | 12 de agosto | Lousada-Oliveira do Bairro           | 177,3      | Manuel Antonio Cardoso | Sergio Pardilla     |
| 6.ª     | 14 de agosto | Sertã-Castelo Branco                 | 180        | Maxime Daniel          | Sergio Pardilla     |
| 7.ª     | 15 de agosto | Termas de Monfortinho-Gouveia        | 176,3      | Raúl Alarcón           | Sergio Pardilla     |
| 8.ª     | 16 de agosto | Oliveira do Hospital-Alto da Torre   | 166,3      | Gustavo César Veloso   | Rui Sousa           |
| 9.ª     | 17 de agosto | Sabugal-Guarda                       | 35,5 (CRI) | Alejandro Marque       | Alejandro Marque    |
| 10.ª    | 18 de agosto | Viseu-Viseu                          | 130        | Jake Keough            | Alejandro Marque    |

## Clasificaciones finales

### Clasificación general
| Posición | Ciclista             | Equipo               | Tiempo           |
| -------- | -------------------- | -------------------- | ---------------- |
|          | Alejandro Marque     | OFM-Quinta da Lixa   | 43 h 02 min 20 s |
| 2        | Gustavo César Veloso | OFM-Quinta da Lixa   | a 4 s            |
| 3        | Rui Sousa            | Efapel-Glassdrive    | a 50 s           |
| 4        | Edgar Pinto          | LA Aluminios-Antarte | a 2 min 44 s     |
| 5        | Hernani Broco        | Efapel-Glassdrive    | a 2 min 57 s     |
| 6        | Daniel Silva         | Radio Popular-Onda   | a 2 min 59 s     |
| 7        | Marcel Wyss          | IAM Cycling          | a 3 min 14 s     |
| 8        | Virgilio Santos      | Radio Popular-Onda   | a 5 min 23 s     |
| 9        | Nuno Ribeiro         | Efapel-Glassdrive    | a 6 min 49 s     |
| 10       | Célio Sousa          | Radio Popular-Onda   | a 7 min 49 s     |

### Clasificación por puntos
| Posición | Ciclista               | Equipo                 | Puntos |
| -------- | ---------------------- | ---------------------- | ------ |
|          | Manuel Antonio Cardoso | Caja Rural-Seguros RGA | 85     |
| 2        | Rui Sousa              | Efapel-Glassdrive      | 85     |
| 3        | Edgar Pinto            | LA Aluminios-Antarte   | 85     |
| 4        | Gustavo César Veloso   | OFM-Quinta da Lixa     | 82     |
| 5        | Maxime Daniel          | Sojasun                | 71     |

### Clasificación de la montaña
| Posición | Ciclista             | Equipo               | Puntos |
| -------- | -------------------- | -------------------- | ------ |
|          | Marcio Barbosa       | LA Aluminios-Antarte | 104    |
| 2        | Sérgio Sousa         | Efapel-Glassdrive    | 41     |
| 3        | Joni Brandão         | Efapel-Glassdrive    | 38     |
| 4        | Rui Sousa            | Efapel-Glassdrive    | 38     |
| 5        | Gustavo César Veloso | OFM-Quinta da Lixa   | 34     |

### Clasificación de los jóvenes
| Posición | Ciclista           | Equipo                   | Tiempo           |
| -------- | ------------------ | ------------------------ | ---------------- |
|          | Vladislav Gorbunov | Continental Astana       | 43 h 10 min 44 s |
| 2        | Jan Hirt           | Leopard-Trek Continental | a 5 min 38 s     |
| 3        | Rafael Silva       | LA Aluminios-Antarte     | a 9 min 12 s     |
| 4        | Sergey Pomoshnikov | RusVelo                  | a 28 min 39 s    |
| 5        | Patrick Schelling  | IAM                      | a 35 min 17 s    |

### Clasificación por equipos
| Posición | Equipo                   | Tiempo            |
| -------- | ------------------------ | ----------------- |
|          | Efapel-Glassdrive        | 129 h 01 min 25 s |
| 2        | OFM-Quinta da Lixa       | a 11 s            |
| 3        | Radio Popular-Onda       | a 6 min 04 s      |
| 4        | LA Aluminios-Antarte     | a 10 min 02 s     |
| 5        | Louletano-Dunas Douradas | a 1 h 07 min 14 s |

## Evolución de las clasificaciones
| Etapa (Vencedor)                     | Clasificación general | Clasificación por puntos | Clasificación de la montaña | Clasificación de los jóvenes | Clasificación por equipos |
| ------------------------------------ | --------------------- | ------------------------ | --------------------------- | ---------------------------- | ------------------------- |
| Prólogo (CRE) (Team De Rijke-Shanks) | Christoph Pfingsten   | no se entregó            | no se entregó               | Sean De Bie                  | Team De Rijke-Shanks      |
| 1.ª etapa (Alexandr Serov)           | Christoph Pfingsten   | Alexandr Serov           | Ronan Van Zandbeek          | Fabio Silvestre              | Team De Rijke-Shanks      |
| 2.ª etapa (Rui Sousa)                | Marcel Wyss           | Maxime Daniel            | Rui Sousa                   | Vladislav Gorbunov           | Efapel-Glassdrive         |
| 3.ª etapa (Delio Fernández)          | Marcel Wyss           | Manuel Antonio Cardoso   | Helder Oliveira             | Vladislav Gorbunov           | Efapel-Glassdrive         |
| 4.ª etapa (Sergio Pardilla)          | Sergio Pardilla       | Rui Sousa                | Marcio Barbosa              | Vladislav Gorbunov           | Efapel-Glassdrive         |
| 5.ª etapa (Manuel Antonio Cardoso)   | Sergio Pardilla       | Manuel Antonio Cardoso   | Marcio Barbosa              | Vladislav Gorbunov           | Efapel-Glassdrive         |
| 6.ª etapa (Maxime Daniel)            | Sergio Pardilla       | Manuel Antonio Cardoso   | Marcio Barbosa              | Vladislav Gorbunov           | Efapel-Glassdrive         |
| 7.ª etapa (Raúl Alarcón)             | Sergio Pardilla       | Manuel Antonio Cardoso   | Marcio Barbosa              | Vladislav Gorbunov           | Efapel-Glassdrive         |
| 8.ª etapa (Gustavo César Veloso)     | Rui Sousa             | Edgar Pinto              | Marcio Barbosa              | Vladislav Gorbunov           | Efapel-Glassdrive         |
| 9.ª etapa (CRI) (Alejandro Marque)   | Alejandro Marque      | Rui Sousa                | Marcio Barbosa              | Vladislav Gorbunov           | Efapel-Glassdrive         |
| 10.ª etapa (Jake Keough)             | Alejandro Marque      | Manuel Antonio Cardoso   | Marcio Barbosa              | Vladislav Gorbunov           | Efapel-Glassdrive         |
| Clasificación final                  | Alejandro Marque      | Manuel Antonio Cardoso   | Marcio Barbosa              | Vladislav Gorbunov           | Efapel-Glassdrive         |